# بروطيا جنوب إفريقية
بروطيا جنوب أفريقية (الاسم العلمي: Protea caffra) هو نوع من النباتات يتبع جنس البروطيا من الفصيلة البروطية.